# Pseudostenophylax sabadiel
Pseudostenophylax sabadiel là một loài Trichoptera trong họ Limnephilidae. Chúng phân bố ở miền Cổ bắc.